# 泉信也
泉 信也（いずみ しんや、1937年（昭和12年）8月1日 ‐ ）は、日本の運輸官僚、政治家。勲章は旭日大綬章。
参議院議員（3期）、国家公安委員会委員長（第75・76代）、内閣府特命担当大臣（防災担当、食品安全担当）などを歴任した。息子は財務官僚の泉恒有。

## 来歴

### 生い立ち
福岡県浮羽郡吉井町（現・うきは市）出身。福岡県立明善高等学校、九州大学工学部土木工学科卒業。

### 官界
運輸省に入省、本省港湾局開発課長、同建設課長、第四港湾建設局長などを歴任した。また、和歌山県庁に一時出向しており、土木部港湾課にて課長を務めた。1991年4月、大臣官房審議官を最後に退官。
なお、この間には、中国、フィリピン、ペルー、メキシコなどの発展途上国を訪問しており、技術協力等の活動を展開した。また、アメリカ合衆国との間で行われた日米建設交渉にも出席している。

### 政界

#### 当選後
1992年の第16回参議院議員通常選挙に、自由民主党公認で比例区から立候補し初当選。翌1993年には自民党を離党し、新生党の結党に参加。その後、新進党を経て、1998年の自由党結党に参加する。2000年には保守党結党に参加。

#### 森政権
自公保連立政権である第2次森政権では、第2次森内閣の発足に伴い運輸総括政務次官に就任し、続く第2次森改造内閣（中央省庁再編前）では運輸総括政務次官に加えて北海道開発総括政務次官にも就任した。さらに、第2次森改造内閣（中央省庁再編後）では、新設された国土交通副大臣に就任した。

#### 小泉政権
自公保連立政権である第1次小泉政権では、2度目の内閣改造による第1次小泉第2次改造内閣において、経済産業副大臣に就任した。さらに、第2次小泉政権でも、第2次小泉内閣発足に伴い、再び経済産業副大臣に就任した。
なお、第1次小泉政権下では、与党の一角を占めていた保守党が解散し、新たに保守新党を結成している。さらに、第2次小泉政権下では、保守新党が解党したため、自公保連立政権から自公連立政権となった。それにともない、保守党に所属していた泉も、保守党から保守新党を経て、2003年に自民党に復党している。党内では新しい波（のちに志帥会に合流し解散）に所属し、事務総長を務めた。

#### 安倍政権
2007年8月27日、第1次安倍改造内閣にて初入閣し、国家公安委員会委員長、内閣府特命担当大臣（防災担当）、および、内閣府特命担当大臣（食品安全担当）の3つのポストを兼務する。

#### 福田政権
9月26日、福田康夫内閣では、再び国家公安委員会委員長、内閣府特命担当大臣（防災担当）、および、内閣府特命担当大臣（食品安全担当）の3ポストを兼務した。内閣府特命担当大臣（防災担当）在任中、2008年6月14日に岩手・宮城内陸地震が発生した事を受けて、福田の要請に基づいて現地へ赴き、視察した。翌15日に東京に戻って福田に視察内容の報告を行った。17日に衆議院にて、20日には参議院において開催された災害対策特別委員会において、岩手・宮城内陸地震の被害状況及びその対応について、報告を行った。なお、その際に内閣府の事務方により準備された読み上げ原稿は、内閣府防災情報のページにおいて、公開されている。

### 引退後
2010年7月の任期満了をもって政界から引退する。同年11月、秋の叙勲で「多年にわたり国会議員として議案審議の重責を果たすとともに、国家公安委員会委員長等として国政の枢機に参画した」功労により、旭日大綬章を受章した。

## 政治資金
道路特定財源を資金源とする道路運送経営研究会（道路特定財源の一般財源化に反対している）から献金を受けている。

## 略歴
- 1937年8月 - 誕生。
- 1962年3月 - 九州大学工学部卒業。
- 1962年4月 - 運輸省入省。
- 1984年4月 - 運輸省港湾局開発課長。
- 1985年12月 - 運輸省港湾局建設課長。
- 1989年6月 - 第四港湾建設局長。
- 1991年1月 - 運輸省大臣官房審議官。
- 1992年7月 - 第16回参議院議員通常選挙初当選。
- 1994年2月 - 参議院運輸委員会理事。
- 1995年8月 - 参議院予算委員会理事。
- 1997年6月 - 参議院運輸委員長。
- 1998年7月 - 第18回参議院議員通常選挙再選。
- 2000年7月 - 運輸総括政務次官。
- 2000年12月 - 北海道開発総括政務次官。
- 2001年1月 - 国土交通副大臣。
- 2003年9月 - 経済産業副大臣。
- 2004年7月 - 第20回参議院議員通常選挙3選。
- 2005年9月 - 参議院政治倫理の確立及び選挙制度に関する特別委員長。
- 2006年9月 - 参議院決算委員長。
- 2007年8月 - 国家公安委員会委員長、内閣府特命担当大臣（防災担当、食品安全担当）
- 2007年9月 - 国家公安委員会委員長、内閣府特命担当大臣（防災担当、食品安全担当）
- 2010年 - 政界引退。

## 栄典
- 2010年11月 - 旭日大綬章[7]。